# صید علیخان درگزی
بنای صید علیخان درگزی  مربوط به دوره قاجار بود و در درگز، خیابان رضوان، داخل قبرستان متروکه شهر واقع شده بود و این اثر در تاریخ ۲۴ فروردین ۱۳۸۲ با شمارهٔ ثبت ۸۲۶۶ به‌عنوان یکی از آثار ملی ایران به ثبت رسیده بود. این بنا متاسفانه در حال حاضر تخریب شده است و اثری از آن نیست. در سال ۱۳۸۵ در مکان بنا (قبرستان متروکه خیابان رضوان)، پارک ارم احداث شده است. 

## مروری بر زندگانی: صید علیخان درگزی

### چکیده
صید علیخان درگزی از تیره قارشی قوزی و از خاندان دیرین حکمرانان چند صدساله درگز است. او در درگز به دنیا آمد و تحصیلات مقدماتی را در مکتب‌خانه‌های درگز، و تحصیلات ادبی خود را در نزد استاد میرزا مهدی خدیو گیلانی به پایان رساند. سپس چندین سال نایب الحکومه لطف‌آباد درگز شد و بواسطه نظم و امنیتی که در آن ناحیه به وجود آورد، از طرف حکومت خراسان مفتخر به دریافت یک ثوب لباده ترمه گردید. او در طی سال‌های ۱۳۲۵–۱۳۲۸ قمری حکمران درگز شد و بعدها به دلایلی که در مقاله ذکر شده از حکومت کناره‌گیری و به پسرش مسعود خان تفویض گردید. صید علیخان در مشهد به انجمن ادبی خراسان راه یافت و با تعدادی از فضائل ادبی همنشین و همدم بود. او در نقد الشعرا و انساب‌شناسی سرآمد روزگار خود بود، همچنین شاگردانی همچون:ادیب نیشابوری و ملک الشعرای بهار از خوان فضائل خان خوشه چیدند که هریک از مفاخر ایران محسوب می‌شوند. گویا صید علیخان دیوانی هم داشته که فقط چند شعر از آن باقی‌مانده و مابقی در جریان کشته شدنش در سال ۱۳۳۶ قمری و غارت منزلش از بین رفته‌است و در پایان تعدادی از اسناد موجود دربارهٔ ایشان که در کتابخانه، موزه و مرکز اسناد مجلس شورای اسلامی و سازمان اسناد ملی ایران موجود بود، پس از بازنویسی در مقاله درج گردیده است.

### خاندان صید علیخان
صید علیخان چاپشلویی۱(معروف به درگزی)، از تیره خوانین ترک قارشی قوزی، از خاندان دیرین حکمرانان چند صدساله درگزمی‌باشد، وی فرزند سلیمان خان چاپشلویی حکمران درگز است. پدر مشارٌ‌الیه هفت پسر داشت۵و پسر بزرگشان اللهیار خان بود و بعد سعادتقلی خان، محمد علی خان (منصور الملک) و سپس صید علیخان قره خان، صاری خان و علی بار خان بودند. نیای بزررگ این خاندان (بابا خان بیگ چاپشلو) سردار دلاور نادر شاه بود که در نبرد بزرگ ترکستان کشته شد و بهبود خان چاپشلو نیز همانند بابا خان در کشورگشائی نادر شاه و در اکثر جنگ‌های نادر در التزام او بوده و با وی همکاری داشته‌است. از آن پس بزرگان این خاندان یکی بعد از دیگری حکومت درگز را بعهده گرفته‌اند. ۸خود صید علیخان در شعری سابقه فرمانروایی خاندانش را چنین سرورده است:
چار صد سال فزون شد که ز تیغ کج ما خواب در چشم همه ازبک و افغان نه‌بود نیر الدوله خداوند خراسان که چنو نیری تابان بر گنبد گردان نه‌بود. ۹ افتخار دره‌گز امروز از صید علی است که در آفاق چنو مرد سخن‌دان نه‌بود

### شرح‌حال صید علیخان
صید علیخان در درگز متولد شد. او یکی از مرزداران فاضل خراسان، ادیبی دانشمند، شاعری ماهر۱۰و از نسابه۱۱معروف خراسان بود. وی پس از تحصیلات مقدماتی در درگز به مشهد رفته، و تحصیلات ادبی خود را در محضر استاد میرزا مهدی خدیو گیلانی۱۲به پایان رسانیده، و فنون ادب را نیز از وی آموخته بود. ۱۳او چندین سال، نزدیک کوچه آسیا بالا خیابان مشهد، و در همسایگی میرزای خدیو منزل داشت، و از آغاز آمدن خدیو به خراسان و حالات وی، و به تبع از داستان اصحاب سراچه به تفصیل آگاه بود.

### صید علی خان حاکم لطف‌آباد

مقبره صید علی خان درگزی

کلنل استورات که در زمان حمله نیروهای روسیه به فرماندهی جنرال اسکوبلف مأمور تصرف خانات آسیای میانه بود به درگز مأمور می‌شود که مراقب پیشرفت روس‌ها شود تا مبادا آنان به سرحد هندوستان نزدیک شوند، او در این مأموریت که از ۲۴ ذیحجه ۱۲۹۷ ق. تا ۵ ربیع‌الاول ۱۲۹۸ ق. در درگز اقامت داشت، یکبار به همراه مسیو ادونوان (مخبر روزنامه دیلی نیوز) و در واقع مأموریتی مشابه استورات داشت، در معیت محمد علیخان بیگلربیگی و حاکم درگز سفری به لطف‌آباد داشته، او در این سفر صید علیخان را که حاکم لطف‌آباد بود، ملاقات کرده و در گزارش خود، در این‌باره می‌نویسد: «... ما به محمّدآباد۱۵(درگز)، مراجعت کردیم، و روز بعد حاکم بقدر چهارصد نفر سوار جمع کرده، و به لطف‌آباد عازم گردید. لطف‌آباد که بعضی اوقات موسوم به «باباجق» است، شهر کوچکی است در ولایت اتک؛ مملکت صاف و مسطح<